# Cecil Hurst

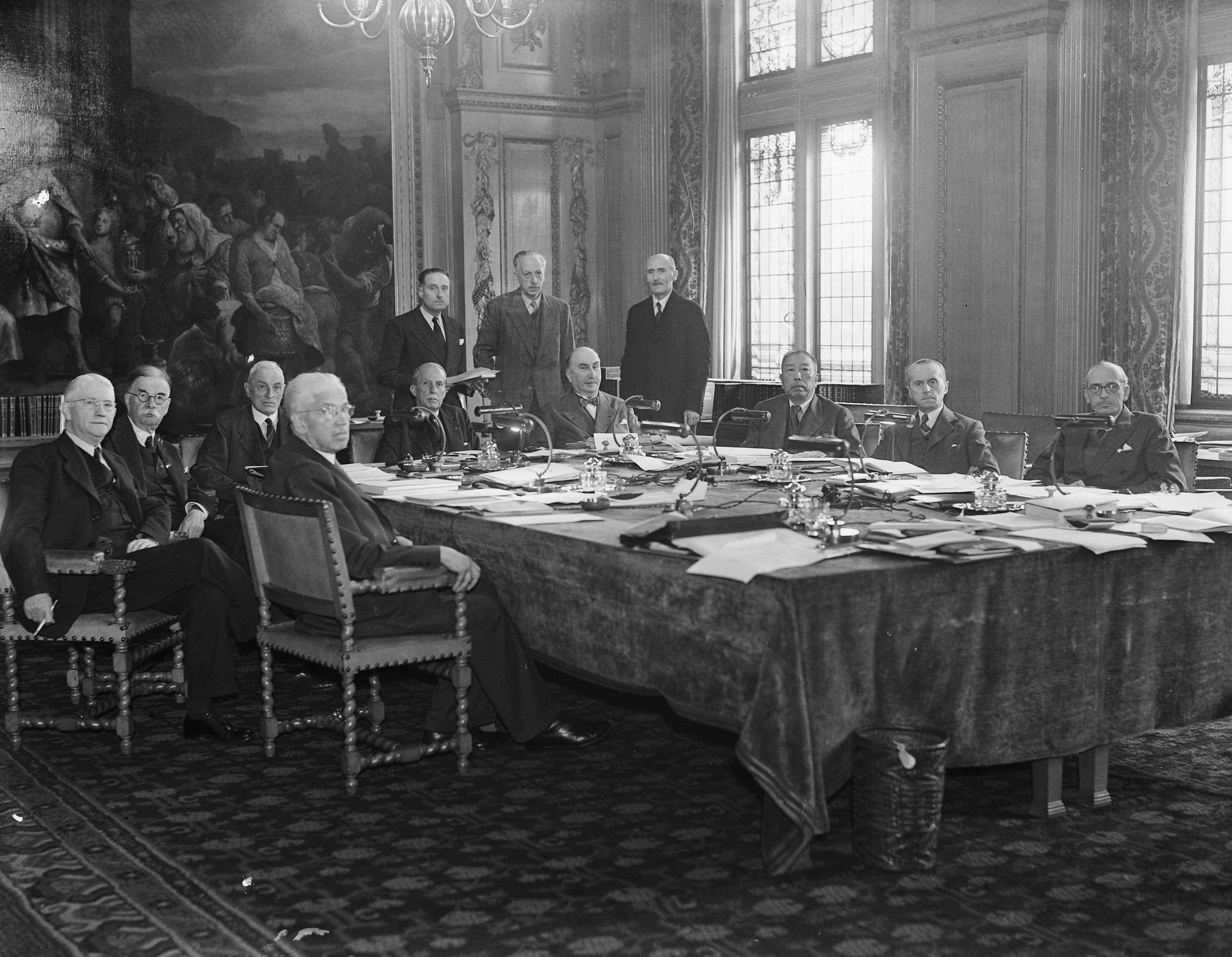
Cecil Hurst am Ständigen Internationalen Gerichtshof (1945)

Sir Cecil James Barrington Hurst KCB, GCMG, KC (* 28. Oktober 1870 in Horsham; † 27. März 1963 ebenda) war ein britischer Jurist. Er wirkte von 1929 bis 1946 als Richter am Ständigen Internationalen Gerichtshof in Den Haag, darunter von 1934 bis 1936 als Präsident des Gerichts, sowie von Januar 1944 bis Januar 1945 als Vorsitzender der United Nations War Crimes Commission.

## Leben
Cecil Hurst wurde 1870 in Horsham geboren und absolvierte ein Studium der Rechtswissenschaften am Trinity College der University of Cambridge, das er 1892 mit dem LL.B. abschloss. Ein Jahr später erhielt er seine Zulassung als Anwalt. Im Jahr 1902 begann er eine Karriere im britischen Außenministerium als Assistant Legal Adviser (Rechtsberater), 1918 wurde er Principal Legal Adviser. Während dieser Zeit war er unter anderem Delegierter seines Heimatlandes bei der zweiten Haager Friedenskonferenz im Jahr 1907 und ein Jahr später bei der Konferenz von London, auf der die Londoner Seerechtsdeklaration ausgearbeitet wurde. Nach dem Ende des Ersten Weltkriegs nahm er 1919 an der Pariser Friedenskonferenz teil.
In den 1920er Jahren vertrat er Großbritannien mehrfach vor dem neu gegründeten Ständigen Internationalen Gerichtshof (StIGH). 1929 wurde er zum Mitglied des Ständigen Schiedshofes ernannt und als Richter an den StIGH gewählt. Er gehörte dem Gerichtshof bis zu dessen Auflösung im April 1946 an. Während dieser Zeit wirkte er von 1934 bis 1936 als Präsident und anschließend bis 1945 als Vizepräsident des Gerichts. Im Januar 1944 wurde er zum Vorsitzenden der United Nations War Crimes Commission gewählt, nachdem er zwischen Oktober 1943 und Januar 1944 bereits drei inoffizielle Sitzungen der Kommission geleitet hatte. Von dieser Position zog er sich im Januar 1945 aus Gesundheitsgründen zurück.
Cecil Hurst starb 1963 in seiner Heimatstadt.

## Auszeichnungen
Cecil Hurst war ab 1907 Commander (CB) und ab 1920 Knight Commander (KCB) des Order of the Bath sowie ab 1924 Knight Commander (KCMG) und ab 1926 Knight Grand Cross (GCMG) des Order of St. Michael and St. George. 1913 wurde er zum King’s Counsel ernannt. Die University of Cambridge verlieh ihm 1928 einen Ehrendoktortitel. Von der Amerikanischen Gesellschaft für internationales Recht wurde er 1951 zum Ehrenmitglied ernannt.

## Werke (Auswahl)
- The British Year Book of International Law. London 1925 (als Herausgeber)
- A Plea for the Codification of International Law on New Lines. In: Transactions of the Grotius Society. 32/1946. Oxford University Press, S. 135–153
- International Law: The Collected Papers of Sir Cecil Hurst. London 1950